# کارفور
کارفور (به فرانسوی: Groupe Carrefour) شرکت خرده‌فروشی فرانسوی و چندملیتی است، که شعبه مرکزی آن در بولونی بیانکور، فرانسه قرار دارد.
این شرکت با در اختیار داشتن ۱٫۴۵۲ شعبه هایپرمارکت، مالک بزرگ‌ترین شبکه هایپرمارکت‌های زنجیره‌ای در جهان است، همچنین از نظر میزان درآمد سالیانه، به‌عنوان دومین شرکت خرده‌فروشی و از لحاظ میزان سود دهی پس از وال‌مارت و تسکو، به‌عنوان سومین شرکت خرده‌فروشی جهان شناخته می‌شود. کارفور در فرانسوی به معنی «چهارراه» است.
شرکت کارفور به شکل عمده در اروپا، آرژانتین، برزیل، چین، کلمبیا و جمهوری دومینکن فعالیت می‌کند، اما فروشگاه‌هایی در آفریقای شمالی و بخش‌هایی از آسیا نیز دارد. کارفور با بیش از ۱۵٫۶۶۳ فروشگاه یکی از بزرگ‌ترین فروشگاه‌های زنجیره‌ای جهان به‌شمار می‌آید.

## تاریخچه
اولین فروشگاه کارفور در تاریخ ۱ ژانویه سال ۱۹۵۸ در حومه شهر انسی و در نزدیکی یک چهارراه باز شد. مؤسسان این گروه «مارسل فونیر»، «دنیس دفوری» و «ژاک دفوری» بودند، که این فروشگاه کوچک را، تبدیل به زنجیره‌ای از فروشگاه‌های بزرگ کردند.
این سه نفر در اواخر دهه ۱۹۵۰ در سمینارهای مختلفی که «برناردو تروجیلو»، دربارهٔ توزیع مدرن، ارائه داده بود، شرکت کردند، که در کارشان بسیار تأثیرگذار بود.
در سال ۱۹۶۳ کارفور یک مفهوم جدید به نام هایپرمارکت را خلق کرد و نخستین هایپرمارکت کارفور نیز در سنت ژنویو دبوآ، اسون با مساحت ۲٫۵۰۰ متر مربع، ۱۲ صندوق و ۴۰۰ فضای پارکینگ احداث شد. کارفور اولین هایپرمارکت خود را در خارج از فرانسه یعنی کشور بلژیک و اولین آن را در خارج از اروپا، در کشور برزیل تأسیس کرد.
در سال ۱۹۷۶ کارفور محصولاتی با برند خصوصی با نام محصولات آزاد را به بازار فرستاد، که بدون برند اما «ارزان‌تر و به خوبی کالاهای با برند» بودند. این کالاها شامل روغن، بیسکوییت، شیر و پاستا بود، که بدون برند و با بسته‌بندی سفید و قیمتی ارزان به فروش می‌رفت.
شرکت کارفور همچنین شروع به توسعه فروشگاه‌های هارددیسکانت خود کرد. در دهه ۱۹۹۰ این شرکت با افزایش تعداد فروشگاه‌هایش در سرتاسر دنیا، شروع به جهانی شدن و شناساندن خود در سطح بین‌المللی کرد.
در سال ۱۹۹۹ کارفور با شرکت پرومودز که به کانتینت شهرت دارد و بزرگ‌ترین فروشگاه زنجیره‌ای در پرتغال است، ادغام شد. این شرکت از رقبای اصلی در بازار فرانسه بود.
کارفور در سال ۲۰۰۹ درآمدی در حدود ۸۵٫۹۶ میلیارد یورو و سودی بیش از ۳۸۵ میلیون یورو داشت. این شرکت در سال ۲۰۰۹ لوگوی خود را تغییر داد. در حال حاضر «جورج پلازات» به‌عنوان مدیرعامل و رئیس هیئت مدیره کارفور است.
گروه کارفور در سال ۱۹۸۹ با ورود به بازارهای آسیا و شراکت با یک شرکت تایوانی که اولین گروه فروشگاه‌های زنجیره‌ای بود، در آسیا حضور پیدا کرد. این گروه حضور در آسیا را گسترش داده و در حال حاضر با شراکت با شرکت ماجدالفطیم در امارات متحده عربی و اردن نیز فعالیت می‌کند.
کارفور در سال ۲۰۰۳ در عمان و در حومه شهر مسقط شعبه‌ای از هایپرمارکت کارفور باز کرده است. این گروه هایپرمارکت فرانشیز در عربستان سعودی نیز دارد.
کارفور در سال ۲۰۰۷ با ایجاد ۳۶ هایپرمارکت که ۲۲ شعبه آن در چین بود، رکورد بازگشایی فروشگاه در یک سال را، از آن خود کرد. این گروه در سال ۲۰۰۸ نیز یک شبه فرانشیز در بحرین بازگشایی کرد
کارفور نخستین هایپرمارکت خود را در ارمنستان در ۱۱ مارس ۲۰۱۵ در مرکز خرید ایروان افتتاح نمود.

## حوزه فعالیت
حوزه فعالیت این گروه در ۵ بخش است:
- هایپرمارکتها
- سوپرمارکتها
- هارددیسکانت‌ها
- فروشگاه‌های کوچک
- فروشگاه‌های کش اند کری

در هایپرمارکت‌ها خواربار و اقلامی غیر از مواد غذایی عرضه می‌شود، درحالیکه سوپرمارکت‌ها فقط مواد خوراکی و غذایی می‌فروشند. در عمل به‌معنی خرید حجم زیادی از کالاها با قیمت ارزان است و در هارددیسکانت‌ها محصولات با کیفیت و مناسب، اما با قیمت پایین عرضه می‌شود. در فروشگاه‌های کوچک، خدمات خشک‌شویی، عکاسی، فروش بلیت و فتوکپی ارائه می‌شود. کش اند کری نیز به گروه‌های عمده‌فروشی خدمات ارائه می‌دهند.

## فروشگاه زنجیره‌ای بین‌المللی
این گروه که از پیشتازان ورود به کشورهایی چون برزیل (۱۹۷۵) و چین (۱۹۹۵) بودند، در حال حاضر در سه بازار عمده اروپا، آمریکای لاتین و آسیا فعالیت می‌کند.
این شرکت با حضور در بیش از ۳۴ کشور جهان، بیش از ۵۷٪ درصد گردش سرمایه خود را از خارج از کشور فرانسه تأمین می‌نماید. این گروه به دنبال فرصت‌های قوی برای رشد بین‌المللی در آینده به ویژه بازارهای بزرگی چون برزیل، چین، اندونزی، لهستان و ترکیه است.

## ارتقای سطح اقتصاد محلی
کارفور علاوه برحضور در بازارهای بین‌المللی، به شدت به ارتقای سطح اقتصاد محلی مناطقی که در آن حضور دارد، متعهد است. از آنجایی که فعالیت‌های خرده‌فروشی به میزان زیادی به برقراری ارتباط با مردم مربوط می‌شود، این گروه تأکید زیادی بر استخدام افراد محلی و آموزش مدیریت و کارکنان کنونی دارد و یکی از شرکت‌های پیشتاز در این زمینه است. این گروه همچنین به دنبال حمایت از تأمین کنندگان محلی است، به‌طوری‌که ۹۰ تا ۹۵ درصد محصولاتی که در قفسه‌های فروشگاه‌های این گروه وجود دارد، به شکل محلی تأمین شده است.

## گرایش‌های استراتژیک
مهم‌ترین هدف استراتژیک برای کارفور این است، که تبدیل به ارجح‌ترین فروشگاه زنجیره‌ای برای مصرف‌کنندگان شود؛ یعنی فروشگاهی باشد که مشتریان برای خرید به آن بروند، به آن وفادار باشند. بتواند اعتماد مشتریان را نسبت به کیفیت، محصولات، قیمت‌ها و خدمات جذب کند. علاوه بر این باید فروشگاهی باشد که بتواند نیازهای مشتریان را پیش‌بینی و برآورده سازد و خدماتی ویژه به آنان ارائه دهد و به تولیدکنندگان و همچنین محیط زیست احترام بگذارد و از طریق فعالیت‌ها و تعهدات اجتماعی توجه مشتریان را جلب کند.
استراتژی این گروه در مورد کارکنان نیز این است که کاری کند پرسنل به اشتغال و کار در این گروه افتخار کنند. به علاوه هدف شرکت این است، فروشگاهی باشد که مصرف‌کنندگان بخواهند از آن بازدید کرده و به این کار ادامه دهند و به دنبال این است، که با ساده‌تر کردن زندگی مشتریان آن‌ها را شادتر کند.
استراتژی این شرکت به دنبال دستیابی به رشدی ارگانیک، پایدار و سودآور است که سه محرک اصلی دارد:
- فرهنگ مشتری مداری
- تغییر
- نوآوری

### فرهنگ مشتری مداری
این محرک دربارهٔ شناخت بهتر مشتریان و ارائه خدمات مطلوب‌تر به آنان است. کارفور برای دستیابی به این هدف، در سال ۲۰۰۹ شروع به تقویت دانش خود دربارهٔ مشتریان کرد. برند کارفور با افزایش قدرت رقابتی می‌تواند مجدداً تبدیل به ابزاری برای جذب مشتریان، تقویت وفاداری آنان و متمایز ساختن کارفور در میان رقبا شود.
این کار می‌تواند با افزایش فروشگاه‌ها در شهرها و روستاهای کوچک صورت گیرد، تا به این شکل به تعداد بیشتری از مصرف‌کنندگان خدمت داده شود. با این روش مشتریان بیشتری به کارفور می‌آیند و به آن وفادار می‌شوند و کارفور فروشگاه ارجح برای آنان می‌شود.

### تغییر
موفقیت کارفور بیش از هر چیز بر پایه استعداد و انگیزه کارکنان آن است. این گروه برای افزایش کارایی، رقابتی بودن و بهبود بیشتر خدمات در حال انجام تغییراتی در گروه است که شامل طراحی مجدد سازمان، تقویت هم‌افزایی بین خرید و فروش و خلق ارتباطات جدید بین دفتر مرکزی، کشورها و فروشگاه‌ها می‌شود.
به اشتراک گذاشتن دانش، هسته اصلی این فرایند را شکل می‌دهد، که این عمل نیز توسط کارکنان و برای آنان صورت می‌گیرد. بدین طریق مهارت‌های کارکنان افزایش یافته و کارهای جدیدی به آنان آموزش داده خواهد شد. به این طریق کارفور علاوه بر ارجح بودن تبدیل به کارفرمای ارجح نیز می‌شود.

### نوآوری
کارفور مفهوم هایپرمارکت را در سال ۱۹۶۳، محصولات بدون برند را در سال ۱۹۷۶ و سیستم گارانتی کیفیت (فیلیر کلیته کارفور) را در سال ۱۹۹۲ خلق کرد و این نشان‌دهنده این است، که نوآوری در رگ و پی این گروه جای دارد. هدف کارفور در حال حاضر این است که تجربه‌ای هیجان انگیز برای مشتریان ایجاد کند تا بتواند مجدداً قلب‌های آنان را از آن خود کند.
از جمله فعالیت‌های صورت گرفته در این زمینه می‌توان به پروژه کارفور سیتی (شهر کارفور) در مراکز شهرها اشاره کرد، که مفهومی جدید در زمینه فروشگاه‌های زنجیره‌ای محسوب می‌شود.

## هایپراستار

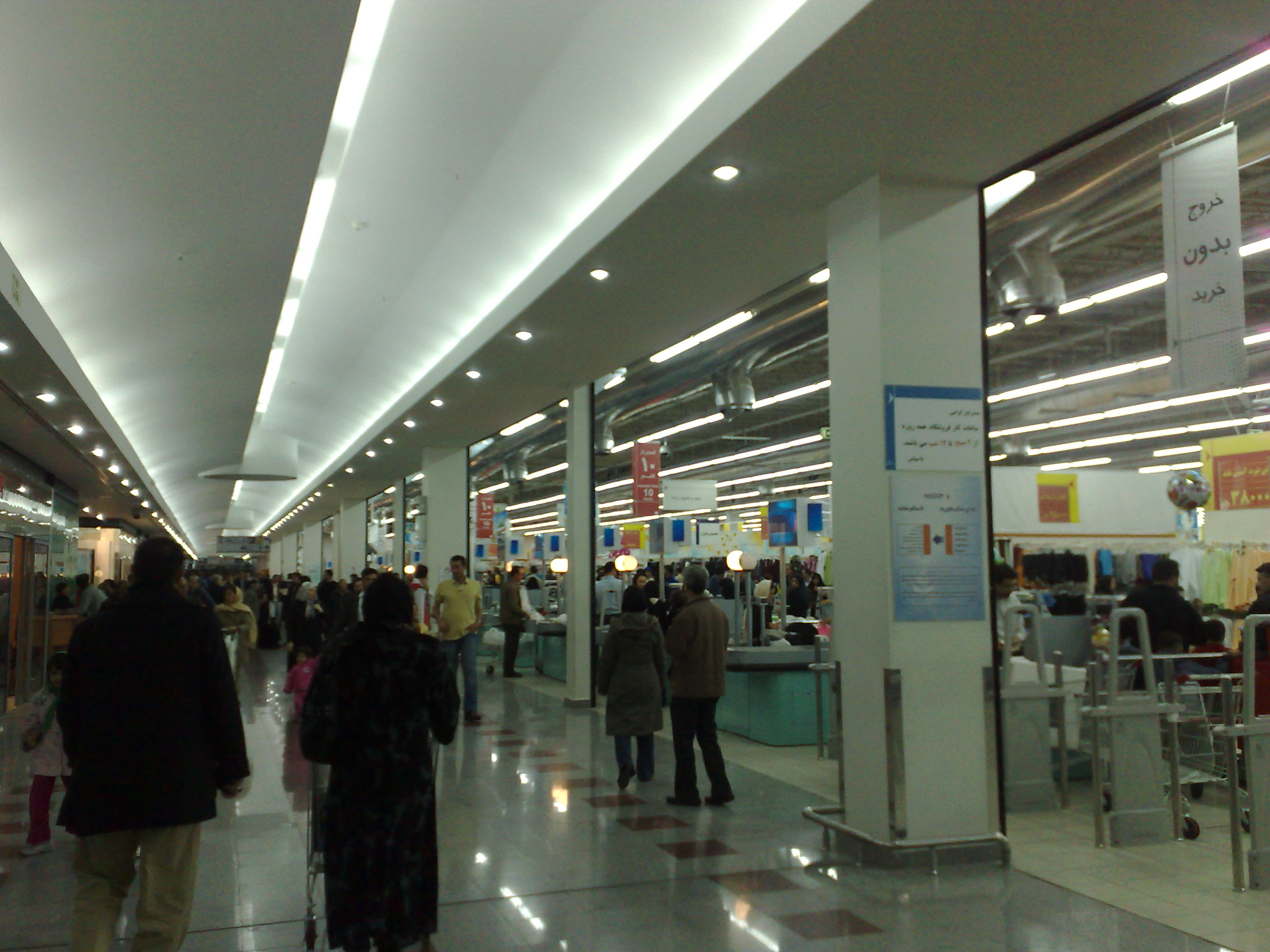
نمای داخلی فروشگاه هایپراستار در غرب تهران

هایپر استار در سال ۱۳۸۸ با نسبت مشارکت ۲۵٪ و ۷۵٪ کارفور و ماجد الفطیم امارات به عنوان اولین فروشگاه زنجیره‌ای بین‌المللی در ایران در غرب تهران با سرمایه‌گذاری اولیه ۶۰ میلیون دلار افتتاح شد.
شعبه‌های دیگر این ابربازار نیز در شهر شیراز در محل مجتمع خلیج فارس
و در اصفهان و شیرازومشهد و قم واهواز و قزوین و یزد و کرج وارومیه وبندر عباس و سیرجان در مجموعه سیتی سنتر راه‌اندازی شد. و شعب دیگر در ایرانمال و دیگر جاها راه انداخت
شرکت هایپر در جهت توسعه طرح و ایجاد فروشگاه‌های دیگر در دیگر مناطق سطح شهر تهران، مذاکراتی را با مدیران ساختمان مجتمع نور واقع در ضلع شمال غربی تقاطع طالقانی و ولیعصر انجام داده بود تا با انجام تغییراتی در دکوراسیون داخلی ساختمان به عنوان فروشگاه از آن بهره‌برداری نماید. به علت پاره‌ای مشکلات و موانع، پروژه جدید، فعلاً توسط شهرداری متوقف گردید.